# Zalman Bernstein
Zalman Chaim Bernstein (1926–1999), originalmente Sanford Bernstein, foi um empresário bilionário e filantropo judaico-americano .

## Biografia
Zalman Bernstein nasceu no Brooklyn, Nova Iorque em 1926. Na idade de dezoito anos, ele juntou-se a Marinha dos Estados Unidos e lutou na Segunda Guerra Mundial. Ele então recebeu um bacharelado em economia pela Universidade de Nova Iorque, seguiu para a graduação de mestre em economia pela Harvard Business School.
Ele trabalhou como um assessor econômico para o Plano Marshall. Em 1967, ele fundou a firma de gestão de investimentos, a Sanford Bernstein.
Na década de 1980, ele tornou-se um judeu ortodoxo e desistiu de seu nome inglês, Sanford, para o único hebreu dele, Zalman. Ele participou da Sinagoga Lincoln Square e tornou-se muito íntimo de seu rabino, Shlomo Riskin. Em 1989, ele fez aliá e mudou-se para Israel. Ele também fundou a organização judaica Avi Chai Foundation e Tikvah Fund e ele doou ao Shalem Center.